# Ministerul Dezvoltării Regionale, Administrației Publice și Fondurilor Europene (România)
Ministerul Dezvoltării Regionale, Administrației Publice și Fondurilor Europene (MDRAPFE) este organ de specialitate al administrației publice centrale, cu personalitate juridică, în subordinea Guvernului României, înființat pe data de 4 ianuarie 2017 prin reorganizarea Ministerului Dezvoltării Regionale și Administrației Publice (România) și prin preluarea activității, atribuțiilor și personalului de la Ministerul Fondurilor Europene (România).
Conform HG nr. 15/2017 privind organizarea și funcționarea Ministerului Dezvoltării Regionale, Administrației Publice și Fondurilor Europene, MDRAPFE este autoritatea pentru: 
- coordonarea instrumentelor structurale 2007—2013,
- coordonarea fondurilor europene structurale și de investiții 2014—2020,
- coordonarea fondurilor alocate prin mecanismele financiare ale Spațiului Economic European și norvegian 2009—2014 și mecanismele financiare ale Spațiului Economic European și norvegian 2014—2021,
- coordonarea programelor de cooperare teritorială, dezvoltare regională, coeziune și dezvoltare teritorială, cooperare transfrontalieră, transnațională și interregională,
- coordonarea altor mecanisme/instrumente/programe finanțate din fonduri externe nerambursabile,
- programarea, coordonarea, monitorizarea și controlul utilizării asistenței financiare nerambursabile acordate României de către Uniunea Europeană pentru programele pe care le gestionează,
- administrație publică centrală și locală, descentralizare, reformă și reorganizare administrativ-teritorială, fiscalitate și finanțe publice locale, dialogul cu structurile asociative ale autorităților administrației publice locale, dezvoltarea serviciilor publice comunitare, ajutor de stat acordat de autoritățile administrației publice locale, parcuri industriale, gestiunea funcției publice,
- amenajarea teritoriului,
- urbanism și arhitectură,
- locuire, locuințe, clădiri de locuit, reabilitarea termică a clădirilor, gestiune și dezvoltare imobiliar-edilitară,
- lucrări publice, construcții, disciplina în construcții.

## Miniștri
Ministrul actual al dezvoltării regionale, administrației publice și fondurilor europene este dl Paul Stănescu, viceprim-ministru în Guvernul Mihai Tudose.

## Organizare
Instituții din subordinea MDRAPFE: 
- Agenția Națională a Funcționarilor Publici (ANFP)
- Agenția Națională de Cadastru și Publicitate Imobiliară (ANCPI)
- Autoritatea Națională de Reglementare pentru Serviciile Comunitare de Utilități Publice (ANRSC)
- Inspectoratul de Stat în Construcții (ISC)

Instituții sub autoritatea MDRAPFE: 
- Agenția Națională pentru Locuințe (ANL)
- Compania Națională de Investiții (CNI)

Agenții pentru Dezvoltare Regională (ADR): 
- ADR Nord-Est
- ADR Sud-Est
- ADR Sud Muntenia
- ADR Sud-Vest - Oltenia
- ADR Vest
- ADR Nord-Vest
- ADR Centru
- ADR București - Ilfov

Birouri de Cooperare Transfrontalieră: 
- Biroul Regional pentru Cooperare Transfrontalieră de la Oradea - pentru granița România - Ungaria
- Biroul Regional pentru Cooperare Transfrontalieră de la Călărași - pentru granița România - Bulgaria
- Biroul Regional pentru Cooperare Transfrontalieră de la Suceava - pentru granița România - Ucraina
- Biroul Regional pentru Cooperare Transfrontalieră Timișoara - pentru granița România - Republica Serbia
- Biroul Regional pentru Cooperare Transfrontalieră de la Iași-pentru granița România - Republica Moldova

## Programe finanțate din fonduri europene, gestionate de MDRAPFE
MDRAPFE este Autoritate de management (AM)/ Autoritate națională (AN)/ Organism Intermediar (OI)/Punct Național de Contact (PNC) pentru: 
```
  - programe europene 2007-2013:
```

- Programul operațional Regional (AM)
- Programul operațional „Dezvoltarea capacității administrative” (AM)
- Programul operațional sectorial „Creșterea competitivității economice” (AM)
- Programul operațional sectorial „Dezvoltarea resurselor umane” (AM)
- Programul de cooperare transfrontalieră România—Bulgaria (AM)
- Programul IPA de cooperare transfrontalieră România—Republica Serbia (AM)
- Programul operațional comun România—Ucraina—Republica Moldova (AM)
- Programul operațional comun „Bazinul Mării Negre” (AN)
- Programul ENPI-CBC Ungaria—Slovacia—România—Ucraina (AN)
- Programul de cooperare transfrontalieră Ungaria—România (AN)
- Programul operațional „Sud-Estul Europei” (AN)
- Programul de cooperare interregională INTERREG IV C (PNC)
- Programul pentru rețeaua de dezvoltare urbană URBACT II (PNC)
- Programul ESPON 2013 — Rețeaua europeană de observare a dezvoltării și coeziunii teritoriale (PNC)
- Programul operațional INTERACT II (PNC)
- Programul Rețeaua europeană de cunoștințe în urbanism (PNC)
- Programul operațional de cooperare teritorială europeană EUROPA CENTRALĂ (PNC)
- Programul ISPi socială și PHARE — Cooperare transfrontalieră (agentie de implementare)

```
  - programe europene 2014-2020:
```

- Programul operațional Regional (AM)
- Programul operațional „Capacitate administrativă” (AM)
- Programul operațional Competitivitate (AM)
- Programul „Inițiativa pentru întreprinderi mici și mijlocii” (AM)
- Programul operațional Capital Uman (AM)
- Programul operațional Infrastructura mare (AM)
- Programul operațional Ajutorarea persoanelor defavorizate (OI)
- Programul operațional sectorial „Transport" (AM)
- Programul operațional sectorial „Mediu” (AM)
- Programul operațional „Asistență tehnică” (AM)
- Programul Interreg V-A România—Bulgaria (AM)
- Programul Interreg V-A România—Ungaria (AM)
- Programul INTERREG IPA de cooperare transfrontalieră România—Serbia (AM)
- Programul operațional comun România—Ucraina (AM)
- Programul operațional comun România—Republica Moldova (AM)
- Programul operațional comun „Bazinul Mării Negre” (AM)
- Programul operațional comun România—Ucraina (AN)
- Programul operațional comun România—Republica Moldova (AN)
- Programul operațional comun „Bazinul Mării Negre” (AN)
- Programul Ungaria— Slovacia—România—Ucraina (AN)
- Programul transnațional „Dunărea” (AN)
- Programul de cooperare interregională INTERREG EUROPE (AN)
- Programul operațional URBACT III (AN)
- Programul de cooperare INTERACT III (AN)
- Programul de cooperare ESPON 2020 (AN)
- Programul de Cooperare Elvețiano-Român (OI)

## Programe naționale gestionate de MDRAPFE
- Programul Național de Dezvoltare Locală (PNDL)
- Programul de finanțare a construcțiilor de locuințe sociale
- Programul de finanțare a construcțiilor de locuințe sociale destinate chiriașilor evacuați din locuințele retrocedate foștilor proprietari
- Programul de economisire și creditare în sistem colectiv pentru domeniul locativ
- Programul de sprijinire a construcțiilor de locuințe proprietate personală
- Programul național multianual privind creșterea performanței energetice a blocurilor de locuințe
- Reabilitarea termică a clădirilor de locuit cu finanțare prin credite bancare cu garanție guvernamentală
- Proiectul „Îmbunătățirea eficienței energetice în gospodăriile și comunitățile cu venituri reduse din România”
- Programul "Termoficare 2006-2020 căldură și confort", componenta de reabilitare a sistemelor centralizate de alimentare cu energie termică
- Programul național de construcții de interes public sau social
- Microbuze școlare